# Sphaerulina
Sphaerulina Sacc. (sferulina) – rodzaj grzybów z rodziny Mycosphaerellaceae. Są rozpowszechnione w różnych srefach klimatycznych. Przeważnie są pasożytami i endobiontami porażającymi liście i pędy drzew i krzewów.

## Systematyka i nazewnictwo
Pozycja w klasyfikacji według Index Fungorum: Mycosphaerellaceae, Mycosphaerellales, Dothideomycetidae, Dothideomycetes, Pezizomycotina, Ascomycota, Fungi.
Synonimy nazwy naukowej: Micronectriella Höhn., Ophiocarpella Theiss. & Syd., Sphaerialea Sousa da Câmara.
Nazwa polska według W. Fałtynowicza.

## Gatunki występujące w Polsce
- Sphaerulina azaleae (Voglino) Quaedvl., Verkley & Crous 2013
- Sphaerulina berberidis (Niessl) Quaedvl. 2013
- Sphaerulina cornicola (DC.) Verkley, Quaedvl. & Crous 2013
- Sphaerulina frondicola (Fr.) Verkley, Quaedvl. & Crous 2013
- Sphaerulina gei (Roberge ex Desm.) Verkley, Quaedvl. & Crous,
- Sphaerulina hyperici (Roberge ex Desm.) Verkley, Quaedvl. & Crous 2013
- Sphaerulina myriadea (DC.) Sacc. 1878
- Sphaerulina rehmiana Jaap 1910
- Sphaerulina socia (Pass.) Verkley, Quaedvl. & Crous 2013
- Sphaerulina westendorpii (Westend.) Verkley 2013

Nazwy naukowe na podstawie Index Fungorum. Wykaz gatunków według Mułenko i in..